# Citrát vápenatý
Citrát vápenatý (či citronan vápenatý) je bílá, organická, krystalická látka, vápenatá sůl kyseliny citronové se vzorcem Ca3(C6H5O7)2. Tato látka se v potravinářství označuje jako E333, podobně jako citronan sodný se využívá jako regulátor kyselosti. Nejčastěji se s použitím této látky lze setkat v mražených výrobcích, sladkostech, džemech, sycených nápojích a vínu. Je bez zápachu, ale má kyselou chuť. Přirozeně se s citrátem vápenatým lze setkat v citrusových plodech a dalším ovoci, plní též roli v lidském organismu, kde se podílí na regulaci metabolických drah v buňkách.

## Výroba
Průmyslově se vyrábí reakcí jemně rozemletého hydroxidu či uhličitanu vápenatého:

| 3Ca(OH)2 + 2C6H8O7 → 6H2O + Ca3C12H10O14 | \| \| \| \| \| \| \| \| |  |
|                                          |                         |  |
|                                          |                         |  |

Tato látka se laboratorně vyrábí s vyšší čistotou srážením vápenatých solí s citráty, dle rovnice:

| 2C6H5O7Na3 + CaCl2 → 6NaCl + Ca3C12H10O14 | \| \| \| \| \| \| \| \| |  |
|                                           |                         |  |
|                                           |                         |  |